# Conrad Bain

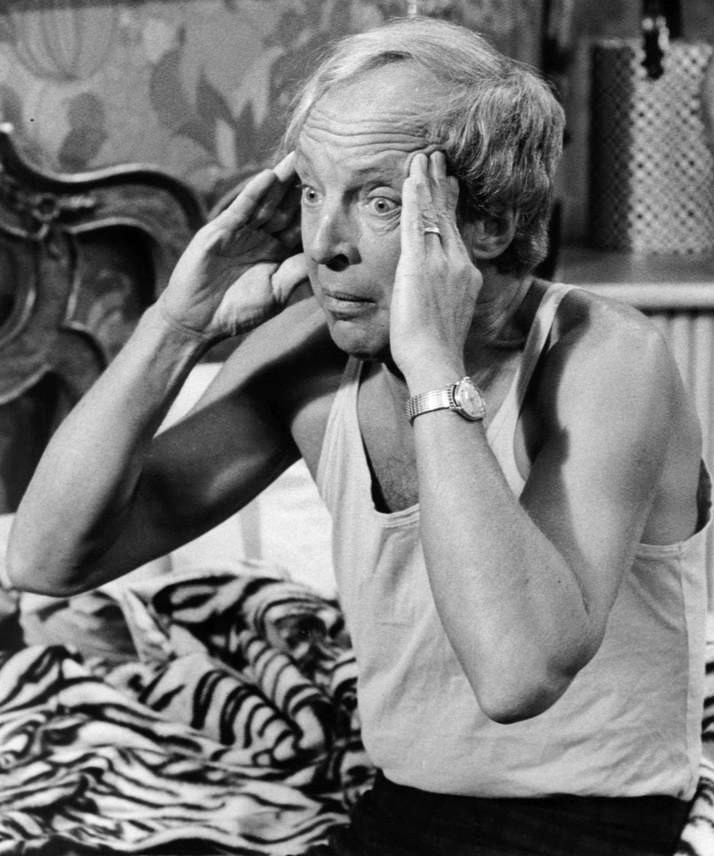
Conrad Bain (1975)

Conrad Stafford Bain (* 4. Februar 1923 in Lethbridge, Alberta; † 14. Januar 2013 in Livermore, Kalifornien) war ein kanadisch-US-amerikanischer Schauspieler. Er ist am besten für seine Rolle als Phillip Drummond in der Sitcom Noch Fragen Arnold? und als Dr. Arthur Harmon in Maude bekannt. 

## Leben
Conrad Bain wurde zusammen mit seinem Zwillingsbruder Bonar Bain am 4. Februar 1923 im kanadischen Lethbridge geboren. Er studierte Kunst am Banff Centre und an der American Academy of Dramatic Arts. Dann lebte er im kalifornischen Livermore. Bain war mit Monica Sloan von 1945 bis zu ihrem Tod im Jahr 2009 verheiratet. Sie hatten drei Kinder – Jennifer, Kent und Mark – zusammen.
Conrad Bain starb am 14. Januar 2013 in seinem Haus in Livermore, im Alter von 89 Jahren, eines natürlichen Todes.

## Filmografie (Auswahl)
- 1952–1956: Studio One (Fernsehserie, zwei Folgen)
- 1961: Preston & Preston (The Defenders, Fernsehserie, 1 Folge)
- 1966–1968: Dark Shadows (Fernsehserie, vier Folgen)
- 1968: Coogans großer Bluff (Coogan’s Bluff)
- 1968: Der schnellste Weg zum Jenseits (A Lovely Way to Die)
- 1968: Nur noch 72 Stunden (Madigan)
- 1970: Kein Lied für meinen Vater (I Never Sang for My Father)
- 1972: Sandkastenspiele (Up the Sandbox)
- 1972–1978: Maude (Fernsehserie, 118 Folgen)
- 1978–1985: Love Boat (The Love Boat, Fernsehserie, drei Folgen)
- 1978–1986: Noch Fragen Arnold? (Diff’rent Strokes, Fernsehserie, 179 Folgen)
- 1979: R.O.B.O.D.O.G. (C.H.O.M.P.S.)
- 1987–1988: Mr. President (Fernsehserie, 24 Folgen)
- 1990: Grüße aus Hollywood (Postcards from the Edge)
- 1996: Der Prinz von Bel-Air (The Fresh Prince of Bel-Air, Fernsehserie, eine Folge)
- 2011: Unforgettable (Fernsehserie, eine Folge)